# Ordre de Sainte-Anne
L'ordre de Sainte-Anne (en russe : Орден Cвятой Анны, Orden Sviatoï Anny) était un ordre de chevalerie du duché de Holstein-Gottorp, puis un ordre honorifique de l'Empire russe. La devise de cet ordre était Amantibus Justitiam, Pietatem, Fidem, c’est-à-dire « Justice, piété et fidélité à ceux qui aiment ». Il était composé, de 1735 à 1815, de trois classes, puis de quatre, de 1815 à 1917, date de la chute de l'Empire et de la suppression de l'ordre.
La fête de l'ordre avait lieu le 3 février.

## Historique

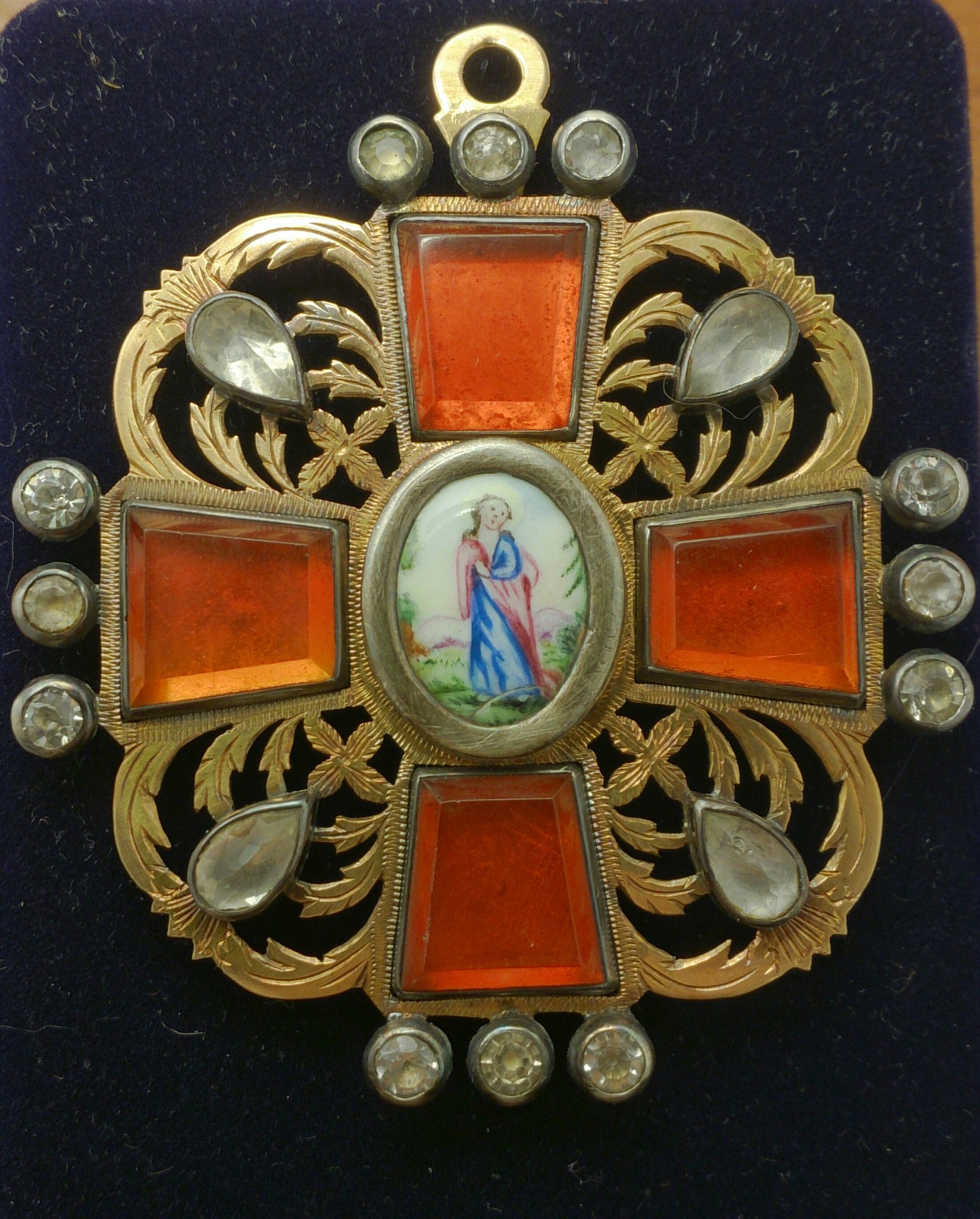
Sainte-Anne 1796-1815.

L'ordre de Sainte-Anne est à l'origine un ordre honorifique du duché de Holstein-Gottorp, créé le 14 février 1735, par Charles Frédéric de Holstein-Gottorp, en l'honneur de son épouse, Anna Petrovna, fille de Pierre le Grand. En 1762, l'avènement de leur fils Pierre III, époux de la future impératrice Catherine II, marque l'union des dynasties Romanov et Holstein-Gottorp. Désormais la dynastie impériale russe s'appellera Holstein-Gottorp-Romanov. Le fils de Pierre III et Catherine II, Paul Ier, succéda à sa mère en 1796, et institua l'ordre de Sainte-Anne en tant qu'ordre de l'Empire russe en 1797. Alexandre Ier, fils de Paul Ier, ajouta en 1815, une quatrième classe à l'ordre.
L'empereur était, de droit, chef de l'ordre. Tous les membres de l'ordre de Saint-André, étaient aussi membre de l'ordre de Sainte-Anne.

## Insignes

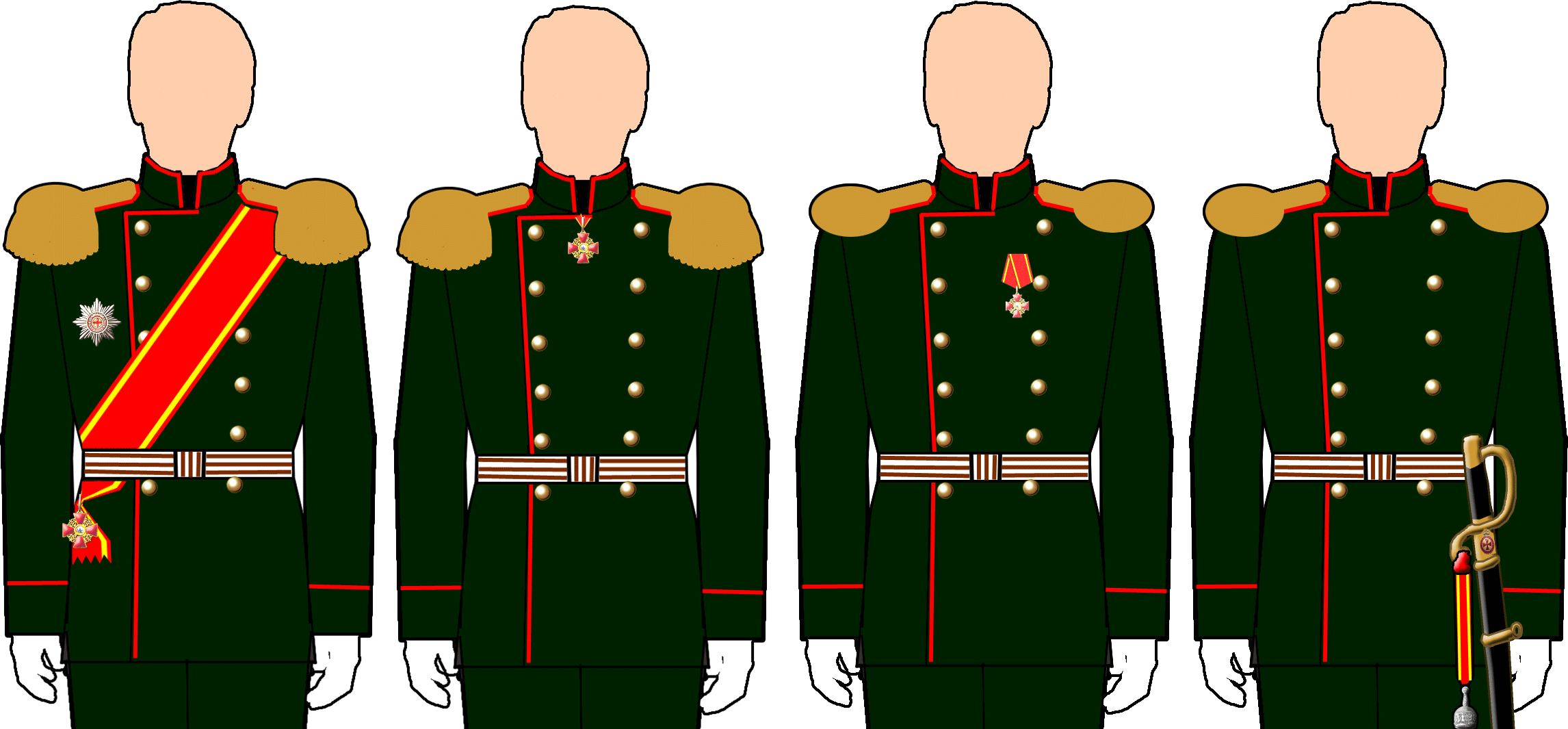
Port des insignes de l'ordre de Sainte-Anne de 1re à 4e classe.

- 1re classe : croix à quatre branches, de couleur rouge, émaillée, et portant au centre l'image de sainte Anne (remplacée par une aigle impériale pour les récipiendaires non chrétiens) fixée à un ruban rouge liseré de jaune de 10 cm de large sur l'épaule gauche, une étoile sur le côté droit de la poitrine (contrairement à tous les autres ordres russes, l'étoile de l'ordre de Sainte-Anne n'était pas portée sur la gauche mais sur le côté droit de sa poitrine) ;
- 2e classe : croix sur un ruban de 4,5 cm de large porté au cou ;
- 3e classe : croix de taille plus petite sur un ruban de 2,2 cm de large sur la poitrine ;
- 4e classe : croix sur la poignée de l'épée et dragonne aux couleurs de l'ordre.

Lorsque l'ordre est accordé à titre militaire, les insignes de 1re, 2e et 3e classe portent deux épées disposées en croix au milieu de la croix ou de l'étoile, tandis que pour l'insigne de 4e classe on ajoute l'inscription « Pour bravoure » sur la poignée.

## Personnalités distinguées par l'ordre
- Jean Aicard (1848-1921)
- Charles Andrieu (vers 1840-1910), comédien au théâtre Michel de Saint-Pétersbourg (Russie), croix de Sainte-Anne 2e classe, décernée en 1908 par l'empereur[Lequel ?] ;
- Adrien Bayssellance (1829-1907), ingénieur spécialisé dans le Génie maritime.
- Alfred-Alexandre-Cécile Becquet de Sonnay (1811-1893), dit « le général de Sonnay », général de brigade commandeur de la Légion d’honneur et des ordres de Sainte-Anne de Russie et du Mdjidieh, également titulaire de la médaille de Crimée, de la médaille d’Italie et de la valeur militaire de Sardaigne ;
- Marie-Louis-Ignace Cardon de Garsignies (1771-1837), écuyer, seigneur de Montreuil, sous-préfet de l'arrondissement de Cambrai, chevalier de la Légion d'honneur, commandeur de Sainte-Anne[1];
- Ernest Demanne (1848-1902), comédien au théâtre Michel de Saint-Pétersbourg (Russie), croix de Sainte-Anne 2e classe, décernée en 1899 par le tsar Nicolas II ;
- Auguste-Jean-Paul-Marie-Joseph Desarnauts (1819-1890), officier de la Légion d’honneur, commandeur de l’ordre de Sainte Anne de Russie, et avocat de formation, il sera procureur impérial à Toulouse, puis à Paris ;
- Georges Imhaus (1817-1888), directeur de la Presse et de la Librairie au ministère de l'Intérieur. Receveur général des Finances, trésorier payeur général à Foix, Bourg-en-Bresse, Nancy et Marseille, délégué de La Réunion, membre du conseil d'administration central du Crédit foncier colonial, commandeur de l'ordre de Sainte-Anne de Russie ;
- Guy Blanché de Pauniat (1886-1946) ;
- Pierre Marie Perrin (1883-1937), commandeur de l'ordre de Sainte-Anne de Russie, ingénieur civil des Mines, capitaine de réserve ;
- Félix-Louis Peyssard (de Passorio) (1802-1868), régisseur du théâtre de Saint-Pétersbourg, décoré à la suite du tsar[Quoi ?], chevalier de l'ordre de Sainte-Anne ;
- Gustave Lucien Gaston de Selves (1874-1942), officier de cavalerie, médaille d'argent de l'Ordre de Sainte-Anne le 11 juin 1899 ;
- Eugène Napoleon Beyens (1855-1934), ministre d'État belge, ministre des affaires étrangères et ambassadeur, 1ère Classe de l'ordre de Sainte-Anne ;
- Edouard Delpeuch (1860-1930), agrégé de lettres, professeur de français et de rhétorique, député de la Corrèze, conseiller général de la Corrèze, sous-secrétaire d'état des Postes et Télégraphes du gouvernement de Jules Méline sous la présidence de Félix Faure,officier de la Légion d'Honneur.
- Lucy Minnigerode (1871-1935), infirmière américaine sur le front de l'Est lors de la Première Guerre mondiale ;
- Louis Pasteur (1822-1895). Ordre Sainte Anne de 1ère classe avec insigne en diamants remis par le frère du tsar Alexandre III au nom de ce dernier (1886)
- Théophile Poilpot (1848-1915), peintre, graveur et affichiste français ;
- Johannes Nolet de Brauwere van Steeland, poète néerlandais ;
- Alexeï Nikolaïevitch Bakhmetev, général de l'armée impériale de Russie.
- Peter Anton Baron Stackelberg (1794-1848), 2e classe, Colonel de la flotte impériale russe.
- François Moncheur (1806-1890), magistrat, un homme d’affaires et un homme politique belge membre du Parti catholique ;
- Anders Johan Sjögren, en 1833, linguiste finlandais.
- Charles-Victor De Bavay procureur-général belge.
- Baron Piotr Nicolaïevitch Wrangel, général de l'armée impériale de Russie.
- Ivan Romanovski, général de l'armée impériale de Russie.
- Alexandre Koutepov, général de l'armée impériale de Russie.
- Alexandre Koltchak, amiral de la flotte impériale de Russie.
- Pierre Marius L'officier, officier de Marine et cartographe français

## Églises titulaires de l'ordre
- Église Syméon et Anne

### Sources
Almanach impérial pour l'année 1810, Testu (lire en ligne)